# Antinfiammatorio
L'aggettivo antinfiammatorio o antiflogistico è riferito alla proprietà di una sostanza, o di un particolare trattamento terapeutico, di ridurre un'infiammazione.

## Classificazione
I farmaci antinfiammatori costituiscono una parte degli antalgici, rimediando al dolore attraverso la riduzione dell'infiammazione, al contrario, ad esempio, dei farmaci oppioidi o oppiacei che agiscono sui recettori oppiacei presenti nel cervello e nel midollo spinale.
Gli antinfiammatori sono a loro volta divisi in steroidei e non steroidei (comunemente chiamati FANS). Combattono infiammazioni di diverse cause, come i reumatismi, fratture, stomatite, febbre, distorsioni, borsite.

### Antinfiammatori steroidei
Gli antinfiammatori steroidei diffondono attraverso le membrane cellulari e formano un complesso con specifici recettori citoplasmatici (recettori glucocorticoidi). Questi complessi penetrano nel nucleo e si legano al DNA, stimolano ed inibiscono la trascrizione di m-RNA e comportano l'induzione di lipomodulina e macrocortina (conosciuta anche con il nome di lipocortina 1 o annessina 1), proteine inibitrici della fosfolipasi A2. Le lipocortine sopprimono il rilascio di acido arachidonico, un importante precursore delle prostaglandine e dei leucotrieni, entrambi potenti mediatori nella risposta infiammatoria.

### Antinfiammatori non steroidei
I FANS vanno invece ad inibire l'attività degli enzimi Ciclossigenasi di tipo 1 e 2 (COX 1-2) che convertono l'acido arachidonico in prostaglandine e trombossani.
Ciò riduce la dilatazione dei capillari e l'edema, l'essudazione fibrinosa, la migrazione fagocitaria e l'infiltrazione dei tessuti (in particolare da parte dei leucocitipolimorfonucleati), inibisce l'attività fibroblastica di deposizione di collagene e formazione di cicatrici, ritarda la rigenerazione epiteliale, diminuisce la proliferazione capillare (cioè la neovascolarizzazione postinfiammatoria).

## Modalità d'azione
Questi farmaci presentano strutture chimiche spesso diverse. Tuttavia, condividono quattro aspetti comuni:
- Farmacologia: tutti gli antinfiammatori inibiscono la sintesi delle prostaglandine (mediatori dell'infiammazione). Le prostaglandine, oltre alla loro funzione infiammatoria, spingono le piastrine ad aggregarsi. Provocano peraltro la febbre (piressia) e infiammano il muco gastrico;
- Attività: possiedono, oltre alle loro proprietà antinfiammatorie, effetti antalgici e antipiretici.
- Chimica: presentano gruppi acidi (o funzioni acide).
- Effetti collaterali: possono provocare lesioni della mucosa gastrica e duodenale, specificamente emorragie e ascessi.

I FANS agiscono inibendo l'azione delle ciclo-ossigenasi COX-1 e COX-2, due enzimi che catalizzano la formazione di prostaglandine dall'acido arachidonico.